# Pleione bulbocodioides
Espèce
Pleione bulbocodioides  est une espèce de plantes à fleurs de la famille des Orchidaceae, originaire de Chine. Au printemps, elle donne une fleur d’un rose tendre puis une seule feuille. Elle entre en dormance l’hiver.
Cette espèce initialement découverte par le père David en avril 1869 dans la montagne du Tibet oriental, fut introduite en culture à partir de 1906.

## Étymologie et histoire de la nomenclature
Le nom de genre Pleione a été créé par David Don en référence à la nymphe des eaux Pléioné (en grec ancien Πληιόνη Plêiónê), mère des Pléiades dans la mythologie grecque.
L’épithète spécifique bulbocodioides vient du grec βολβος bolbos « oigon, bulbe »,    κωδιον kôdion « petite toison » et du suffixe  -ειδης, -eidês lui-même tiré de ειδος « forme, apparence », soit « à l’allure de bulbe poilu ».

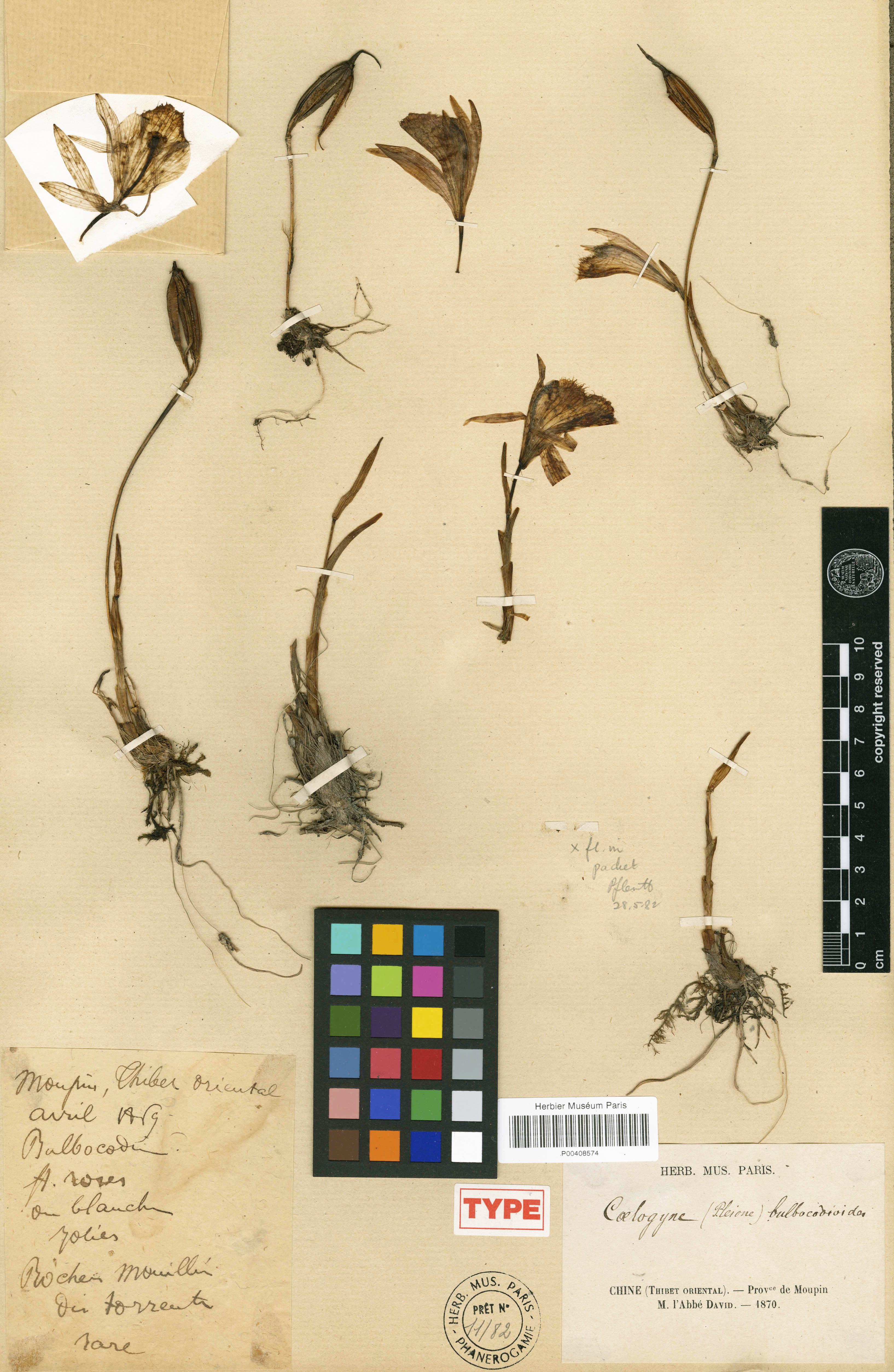
P. bulbocodioides, herbier du père David, récolté à Moupin, Thibet oriental en avril 1869, MNHN.

Le 4 avril 1869, le père Armand David découvrit cette orchidée à jolie fleur rose ou blanche à Moupin dans la montagne du Tibet oriental à l’ouest de Chengdu, au milieu des rochers mouillés d’un torrent, comme il le note sur la planche ci-contre.
Le botaniste du Muséum de Paris qui analysait les herbiers du père David, Adrien Franchet, en fit une description sous le nom de Coelogine bulbocodoïdes dans Plantae Davidianae ex sinarum imperio en 1885, page 122. Il note « Le C. bulbocodisïdes a été également observé dans la province de Koui-tchéou par Mgr Faurie, et plus récemment dans les hautes régions du Yun-nan, par M. Delavay ».
L’espèce sera transférée par Rolfe, du genre Coelogyne au genre Pleione créé par David Don en 1825. Les orchidées Pleione ont un pseudo-bulbe en forme d’ampoule rétréci à l’apex qui au printemps donne une grande fleur.
À la suite du père David, plusieurs missionnaires botanistes de terrain la récoltèrent à nouveau en Chine et l’orchidée reçut des noms différents par des botanistes qui pensaient avoir affaire à une nouvelle espèce.

## Synonymes
Les Jardins botaniques royaux de Kew recensent 13 synonymes :
- Coelogyne bulbocodioides Franch.
- Coelogyne delavayi Rolfe
- Coelogyne henryi Rolfe
- Coelogyne pogonioides Rolfe
- Pleione communis Gagnep.
- Pleione delavayi (Rolfe) Rolfe
- Pleione fargesii Gagnep.
- Pleione ganchuenensis Gagnep.
- Pleione henryi (Rolfe) Schltr.
- Pleione mairei Schltr.
- Pleione pogonioides (Rolfe) Rolfe
- Pleione rhombilabia Hand.-Mazz.
- Pleione smithii Schltr.

## Description

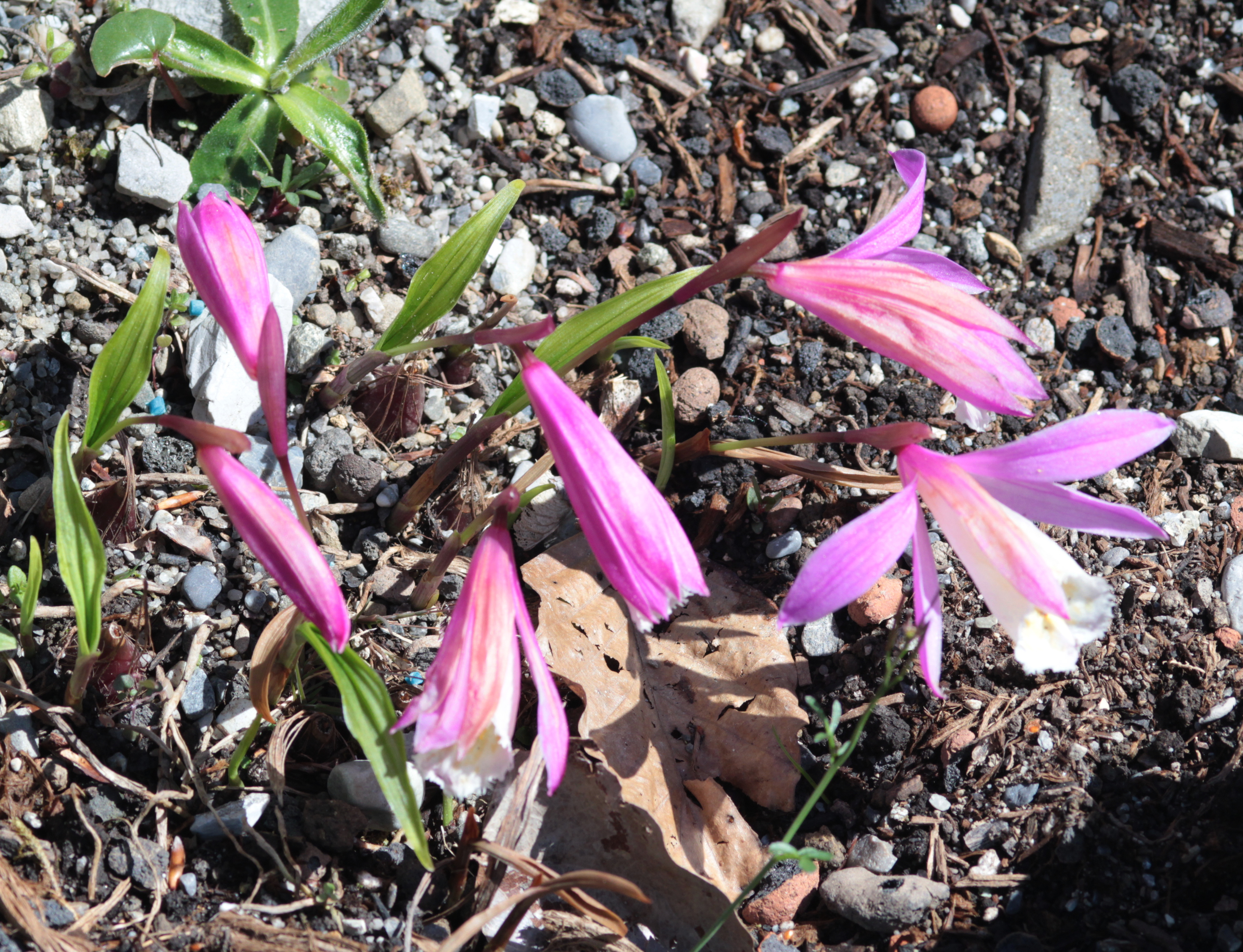
Pleione bulbocodioides
Jardin botanique de Fribourg.

Pleione bulbocodioides est une orchidée terrestre ou lithophyte. Elle possède un pseudobulbe ovoïde, avec un col rétréci de 1 à 2,5 cm, à partir duquel émerge une seule feuille.
La feuille n’apparaît qu’après la floraison. Elle est étroitement elliptique-lancéolée, de 10-25 sur 2–5,8 cm, papyracée.
La fleur solitaire (parfois 2) est de couleur rose tendre à mauve, avec des marques violet foncé sur la lèvre ; le sépale dorsal est lancéolé et les 4 tépales latéraux sont étroitement elliptiques, la lèvre obovale, de 35-45 sur 30–40 mm, base cunéiforme et adnée à la colonne.
Le fruit est une capsule de 27–35 mm.
La floraison a lieu en avril-juin.
À l'arrivée de l'automne, elle entre en dormance hivernale, ses feuilles jaunissent, fanent et disparaissent. Durant l’hiver, la plante est au repos total et seul le pseudobulbe persiste.

## Distribution et habitat
Pleione bulbocodioides est une espèce très variable qui pousse sur les hauteurs en Chine centrale, dans les provinces suivantes : Anhui, N Fujian, S Gansu, N Guangdong, N Guangxi, Guizhou, Hubei, Hunan, S Shaanxi, Sichuan, SE Xizang, C et NO Yunnan.
L’orchidée croît sur les sols riche en humus, sur les rochers moussus, dans les forêts et en lisière de fourrés, de 900 à 3 600 m.

## Horticulture

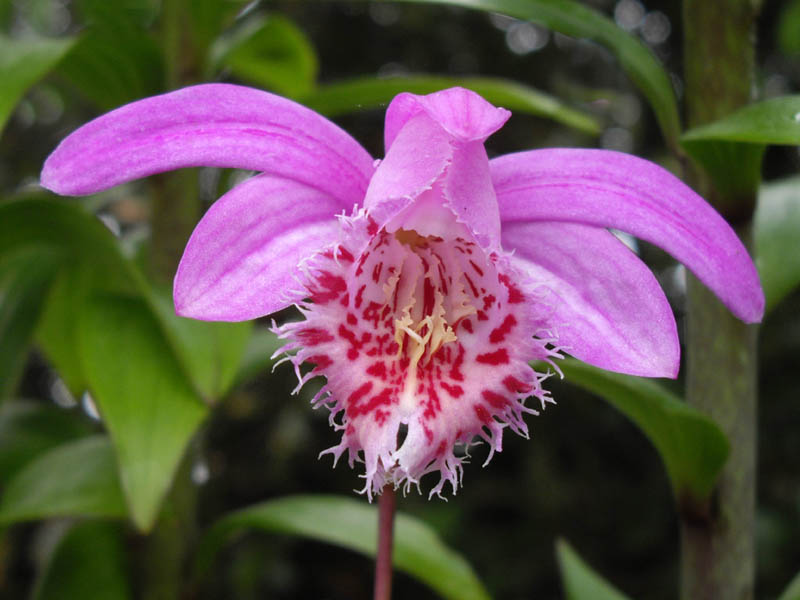
Pleione bulbocodioides.

Pleione bulbocodioides fut introduite en culture en 1906 par l’établissement d’horticulture Suttons Seeds (en) de Reading sous le nom de  P. yunnanensis.
C’est une espèce qui doit être plantée dans les racines de fougères, dans un sol de sphaigne riche en humus, de façon qu'un tiers du pseudobulbe dépasse du compost.

## Liste des variétés
Selon Tropicos (27 août 2020) (Attention liste brute contenant possiblement des synonymes) :
- variété Pleione bulbocodioides var. limprichtii (Schltr.) P.J. Cribb
- variété Pleione bulbocodioides var. nivea (Fukuy.) S.S. Ying